# جنبش صحوه
جنبش صحوه (جنبش بیداری) یا الصحوه الاسلامیه (بیداری اسلامی) جنبشی در عربستان سعودی از سال ۱۹۶۰ تا ۱۹۸۰ بود که از افزوده شدن بیشتر اتکا به اصول وهابی در جامعه عربستان دفاع می‌کرد. بارزترین تأثیرات جنبش، محدودیت‌های قابل توجه در حقوق زنان، آزادی مذهبی و آزادی‌های شخصی بود. آموزه‌های اصلی این جنبش توسط اصول بنیادگرایانه قطبیسم شکل گرفت؛ مانند محکوم کردن‌های الهیاتی دموکراسی و اعتقاد به اینکه دولت‌های معاصر جهان اسلام مرتد شده‌اند.
صحوه یک اصطلاح سعودی است که به تمام جنبش‌های اسلام سیاسی گفته می‌شود که چتر اصلی آنها اخوان المسلمین قطبی است. عربستان سعودی در اعطای نقش مستقیم در حکومت به علما (هیئت رهبران دینی و فقهای اسلامی) تقریباً منحصر به فرد است. علمای الهام گرفته از صحوه تأثیری کلیدی در تصمیمات مهم دولت داشته‌اند، برای مثال تحمیل تحریم نفتی در سال ۱۹۷۳ و دعوت از نیروهای خارجی به عربستان سعودی در سال 1990. علاوه بر این، آنان نقش عمده ای در نظام قضایی و آموزشی و انحصار اقتدار در حوزه اخلاق دینی و اجتماعی داشته‌اند.
این جنبش پس از انتصاب ولیعهد محمد بن سلمان در سال ۲۰۱۷ که بازگشتی به «اسلام میانه‌رو» را اعلام کرد، پایان یافت، اما افکار و فعالان صحوه، اگرچه تحت تعقیب قرار گرفتند، همچنان محبوب هستند. .
صفر الحوالی، محمد قطب، محمد سرور و سلمان العوده نمایندگان دانشور این جریان هستند. فراخوان‌های جنبش صحوه برای اخراج اجباری نیروهای آمریکایی از جهان اسلام الهام‌بخش بسیاری از شبکه‌های شبه‌نظامی پان‌اسلامیست شد؛ قابل توجه ترینشان القاعده بود. ضدآمریکایی بودن اسامه بن لادن توسط شخصیت‌های فکری اصلی صحوه شکل گرفت که آثار و اندیشه‌های سید قطب را رواج دادند. سرکوب گرایش‌های صحوه توسط سعودی‌ها باعث شد بن لادن دولت را تکفیر کند و علناً خواستار سرنگونی مقامات سعودی در اوایل دهه ۱۹۹۰ شود.

## منشأ
اعضای اخوان المسلمین در دهه‌های ۱۹۵۰ و ۱۹۶۰ به عربستان سعودی وارد شدند تا از آزار و اذیت رژیم سوسیالیستی مصر پناه ببرند. آنها همیشه با وهابیت اختلاف داشتند. وهابیت و اخوان بر یکدیگر تأثیر گذاشتند و این گرده افشانی متقابل منجر به تولد یک جریان ترکیبی از اعتراض مذهبی-سیاسی به نام جنبش صحوه شد. این جنبش در دهه ۱۹۹۰ قبل از سرکوب شدن توسط دستگاه‌های سعودی به اوج خود رسید.
اما از زمان انقلاب ایران، ایده حاکمیت روحانیت در محافل سنی جذابیت بیشتری پیدا کرده‌است. به عنوان مثال، در سرزمین‌های فلسطینی در اوایل دهه ۱۹۸۰، برخی از اخوان المسلمین نتوانستند توجیهات سنی برای مقاومت فعال در برابر اسرائیلی‌ها را بیابند و به همین دلیل به آموزه‌های خمینیستی روی آوردند.

## فعالیت‌ها
اعضای صحوه عریضه‌های عمومی می‌نویسند و خطبه‌ها را روی نوارهای صوتی پخش می‌کنند. رهبران صحوه خواهان نقش بیشتر روحانیون در حکومت، محدود کردن امتیازات خاندان سلطنتی، شفافیت بیشتر برای بودجه عمومی، و جامعه محافظه‌کارتر اسلامی به عنوان دفاعی در برابر تأثیرات فرهنگی غرب هستند.

## دیدگاه‌ها
آنها با حضور نیروهای آمریکایی در سرزمین مسلمانان مخالفند. در سال ۱۹۹۱، الحوالی خطبه ای ایراد کرد که در آن اظهار داشت: «آنچه در خلیج فارس اتفاق می‌افتد، بخشی از طرح بزرگ غرب برای تسلط بر کل جهان عرب و اسلام است».